# 西蒲原地震
座標: 北緯37度48分 東経139度00分 / 北緯37.8度 東経139度
西蒲原地震（にしかんばらじしん）は、1670年6月22日（寛文10年5月5日）に、越後国で発生した大地震。村上藩の飛地領である「四万石領」で発生した地震であったため、四万石地震（しまんごくじしん）とも呼ばれる。村上藩の「上川領」および「四万石領」で、死者13人、家屋全壊503棟の被害があった。越後平野中央部の中ノ口川流域を震央とする M6+3⁄4前後の地震と考えられ、江戸でも有感となった。1828年の三条地震と震源域が近かった。

## 記録
越後村上藩榊原家江戸屋敷日記には、以下のような記述がある (書き下し文) 。